# Římskokatolická farnost Kvilda
Římskokatolická farnost Kvilda je zaniklým územním společenstvím římských katolíků v rámci prachatického vikariátu českobudějovické diecéze.

## O farnosti

### Historie
Území farnosti spadalo původně k farnosti v Rejštejně. V roce 1765 získala Kvilda od pražské konzistoře vydržovat si kaplana, týž rok byl postaven i původní dřevěný kostel. V roce 1786 při něm byla zřízena lokálie, povýšená v roce 1854 na samostatnou farnost. V roce 1889 dřevěný kostel vyhořel a v letech 1892–1893 byl na jeho místě postaven stávající kostel.

#### P. Franz Reinisch, SAC
Ve farnosti v letech 1941–1942 působil jako duchovní správce kněz kongregace pallotinů, P. Franz Reinisch, SAC, který byl na Kvildu poslán za trest, přičemž mu nacistické úřady zakázaly kázat. Mohl tedy pouze sloužit bohoslužby. V roce 1942 dostal povolávací rozkaz k Wehrmachtu, kam odmítl nastoupit. V důsledku toho byl záhy zatčen a popraven. Je znám jako „tichý mučedník z Kvildy“ (tichý – protože měl zákaz kázat).
Farnost ke dni 31. prosince 2019 zanikla. Jejím právním nástupce se od 1. ledna 2020 stala Římskokatolická farnost Vimperk.

## Kostely a kaple farnosti
| Fotografie | Kostel                               | Místo         | Bohoslužba             | Bohoslužba             | Poznámka            |
| ---------- | ------------------------------------ | ------------- | ---------------------- | ---------------------- | ------------------- |
|            | Kaple Panny Marie (svatého Michaela) | Bučina        | neslouží se pravidelně | neslouží se pravidelně | kaple               |
|            | Kaple                                | Horská Kvilda | neslouží se pravidelně | neslouží se pravidelně | kaple               |
|            | Kostel svatého Štěpána               | Kvilda        | sobota                 | 18.00 (letní čas)      | bývalý farní kostel |